# 三遊亭右紋
三遊亭 右紋（さんゆうてい うもん、1948年10月2日 - 2014年1月23日）は、落語芸術協会所属の落語家。東京都中野区出身。本名∶中沢 輝夫。出囃子は『野球拳』。

## 経歴
明治学院大学卒業。三代目柳家権太楼とは明治学院大学落研の同期で、卒業後は大手アパレル企業に就職したが、権太楼（当時ほたる）から三代目三遊亭圓右を紹介されて1972年4月に入門、「右紋」を名乗る。1976年11月、二ツ目昇進。1987年5月、柳亭楽輔と共に真打昇進。
2014年1月23日、胃がんのため死去。65歳没。

## 音楽活動
バンジョーを高校時代からやっており、このことからトランペットを買った同じ協会の三遊亭小遊三から協会員で作るデキシーバンド（にゅうおいらんず）の話を出され、結成する。
また、同じ協会に存在するもうひとつのバンド、「アロハマンダラーズ」でもサポート、指導を行っていた。

## 芸歴
- 1972年4月 - 三代目三遊亭圓右に入門、「右紋」を名乗る。
- 1976年11月 - 二ツ目昇進。
- 1987年5月 - 真打昇進。